# Хутор № 92
№ 92 (также 92-й хутор, хутор 92) — упразднённый хутор в Купинском районе Новосибирской области России. Входил в состав Чаинского сельсовета.

## История
Упразднён законом от 7 июля 2007.

## Население
По данным Всероссийской переписи населения 2002 года, на хуторе проживало 4 человека, в том числе 2 мужчин и 2 женщины В национальном отношении 50 % населения составляли казахи и 50 % русские.